# Abbazia di Luxeuil
L'abbazia di Saint-Pierre et Saint-Paul di Luxeuil è situata a Luxeuil-les-Bains, nel dipartimento dell'Alta Saona, nella regione della Borgogna-Franca Contea, giusto a sud dei monti Vosgi.
Fu fondata nel 590 da San Colombano insieme a san Deicolo, sul sito dell'antica Luxovium, importante città in epoca romana e caduta completamente in rovina con le invasioni barbariche. I Saraceni saccheggiarono l'abbazia nel 732, ma Carlo Magno la ricostruì.
L'abbazia era famosa per il suo scriptorium, attivo dalla metà del VII secolo, e probabilmente luogo di nascita della prima scrittura calligrafica in lettere minuscole; uno dei manoscritti più celebri è il Lezionario di Luxeuil composto alla fine del VII secolo. Il sito è in parte classificato (basilica di San Pietro, chiostro ecc.), e in parte iscritto (cappella del XIX secolo) fra i monumenti storici francesi.

## Storia
Il monastero fu fondato verso il 585-590 dal missionario irlandese San Colombano. Colombano e i suoi discepoli in un primo tempo costituirono delle comunità nella zona di Annegray (La Voivre), dove venne fondato il monastero di Annegray consacrato a San Martino di Tours; in cerca di un luogo più propizio per un insediamento permanente, Colombano scelse le rovine di un centro gallo-romano, Luxovium, a 12 km di distanza, le cui fortificazioni erano ancora esistenti. La cittadina, distrutta da Attila nel 451, si trovava sperduta nei boschi che, dopo oltre un secolo di abbandono, avevano coperto i luoghi, ma al fondo di una valle le terme romane («costruite con straordinaria cura» secondo Giona di Bobbio, primo biografo di Colombano) erano ancora in piedi: quel ricordo si conservò nel nome della città, Luxeuil-les-Bains. Giona di Bobbio diede una descrizione precisa dell'edificio:
Grazie alle donazioni di un dignitario della corte di Childeberto II, i monaci edificarono sulle rovine un'abbazia cristiana. Sotto l'impulso intellettuale e spirituale del monachesimo irlandese, l'abbazia di Luxeuil, consacrata a San Pietro apostolo, divenne rapidamente uno dei centri monastici più importanti e dinamici dell'intera Gallia; la comunità era così numerosa che i cori potevano avvicendarsi in continuazione nella laus perennis, importata a Luxeuil dall'abbazia di Agauno.
Un altro monastero, con una chiesa dedicata a san Pancrazio, venne fondato successivamente anche a Fontaine, luogo scelto sempre per la ricchezza di acque termali.
San Colombano si trasferì nel 593 a Luxeuil, che divenne abbazia matrice, da dove diresse le altre fondazioni monastriche con i suoi priori.
La vita monastica oltre che sul lavoro e la preghiera, era basata su pratiche ascetiche e sulla penitenza e comprendeva inoltre la pratica della lettura e scrittura quotidiane dei monaci, per alimentarne lo spirito: nei monasteri vennero anche fondati gli scriptoria, per la produzione di pergamene per copiare i numerosi scritti sia religiosi che soprattutto nel numeroso campo delle arti liberali, scienze, musica ed arti varie allora conosciuti allo scopo di preservare gli antichi testi classici greci e latini che scienze e conoscenze moderne, per diffonderne il sapere.
Se i primi riti osservati a Luxeuil erano retaggio delle tradizioni monastiche irlandesi, in seguito furono soppiantati dalla più formale regola benedettina.
Nel 603 un sinodo di vescovi accusò Colombano di celebrare la Pasqua secondo il calendario liturgico celtico: in realtà è più probabile che la sua severità e il carattere inflessibile della regola che aveva imposto fossero stati causa di attriti col re dei Burgundi.

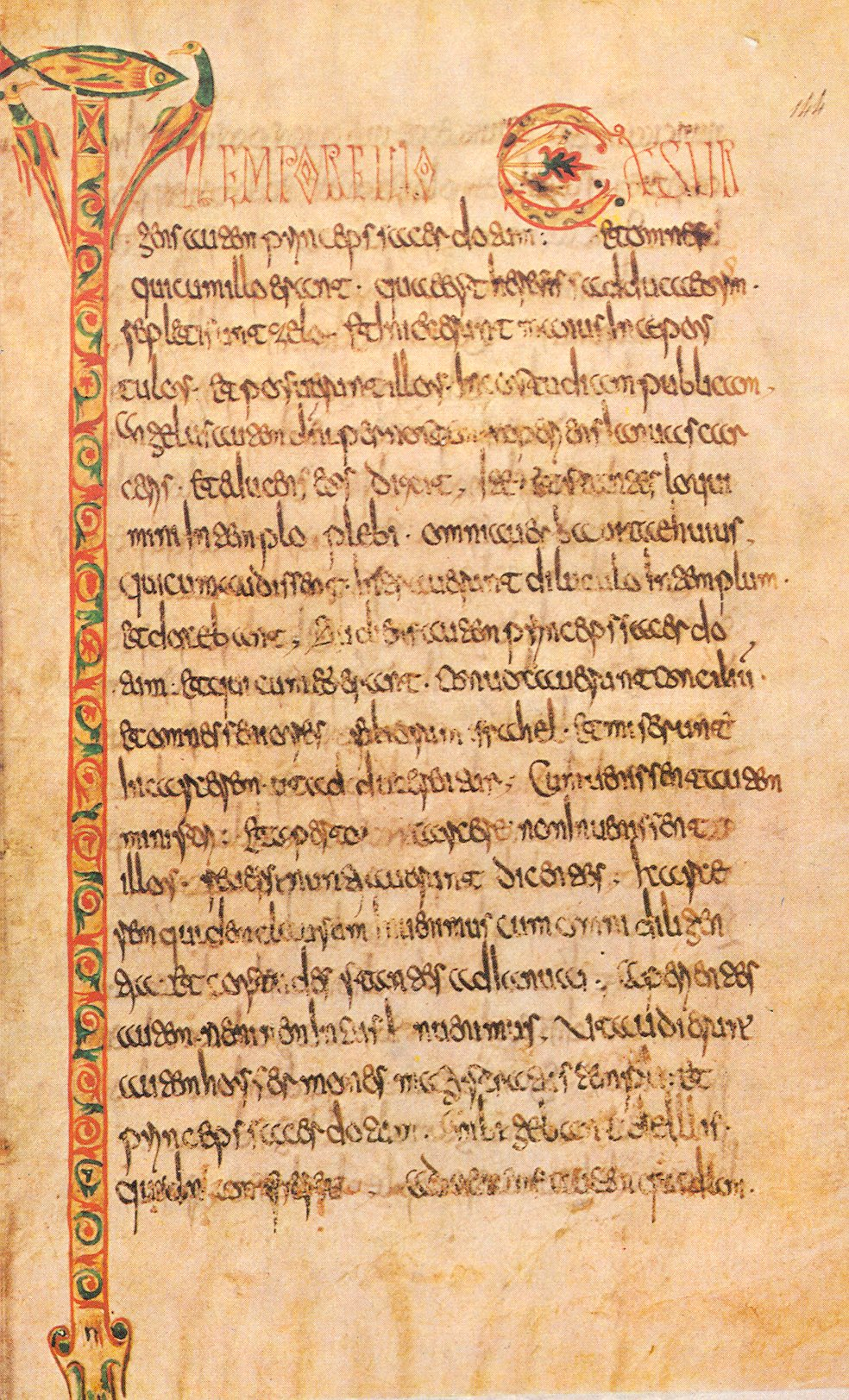
Lezionario di Luxeuil; manoscritto Lat. 9427. (f° 144) della Biblioteca nazionale di Francia.

Colombano fu esiliato su ordine di Teodorico II e della reggente regina Brunechilde nel 610; a succedergli a capo dell'abbazia fu Eustasio di Luxeuil, responsabile di una scuola monastica divenuta celebre anche per opera di Valdeberto suo successore che introdusse osservanze della regola benedettina. La dottrina della scuola e l'autorità morale dell'abbazia contribuirono grandemente alla conversione dei Burgundi iniziando anche quella degli Alemanni.
Fra i religiosi celebri che frequentarono l'abbazia di Luxeuil, è da menzionare Conone, già abate di Lerino dal 611, che vi concepì la riforma del proprio monastero, Vandregisilo e Filiberto, fondatori rispettivamente delle abbazie di Fontenelle e di Jumièges in Normandia.
Nel 731 i Saraceni, agli ordini del generale Abd al-Rahman ibn Abd Allah al-Ghafiqi, penetrati da Arles in Borgogna, si impadronirono di Luxeuil e massacrarono la gran parte della comunità. I pochi sopravvissuti ricostruirono gli edifici, ma il monastero e il piccolo borgo che vi era sorto intorno furono devastati dai Normanni nel IX secolo e saccheggiati più volte in altre occasioni; l'abate San Giberto venne ucciso assieme ai suoi monaci e al priore San Tetelme nell'autunno del 888.
Con l'opera riformatrice di Benedetto d'Aniane, che si compì a Luxeuil dall'817 ad opera di Ansegiso di Fontenelle, Ludovico il Pio rinnovò le prerogative dell'abbazia, ordinò la riparazione della chiesa e del chiostro, e contribuì a rinforzare l'osservanza alla regola.
L'attuale chiesa abbaziale fu costruita fra il 1330 e il 1340 sulla più vecchia chiesa, edificata su vestigia romane e distrutta da un incendio nel 1201.
A partire dal XV secolo l'istituzione della figura dell'abate commendatario incoraggiò il calo dell'osservanza alla regola e l'abbazia conobbe un lungo periodo di decadenza; Carlo V ridimensionò il potere degli abati di Luxeuil.
Nel 1550 fu edificato il palazzo abbaziale, per iniziativa di François Benvalot, abate di Saint-Vincent di Besançon e commendatario di Luxeuil.
Nel 1633, su iniziativa della principessa Isabella Clara Eugenia d'Asburgo e di don Jérôme Coquelin, da essa posto a capo dell'abbazia, la carica di abate commendatario fu soppressa, e Luxeuil ricevette la regola della congregazione dei Santi Vitone e Idulfo. Coquelin intraprese anche un'opera di ricostruzione degli edifici abbaziali, conservando la chiesa, il chiostro, il palazzo abbaziale e la cappella di Nôtre Dame, per riedificare tutto il resto.
La commenda fu ripristinata nel 1720.
Da un rapporto della "Commission des Réguliers" del 1768, la comunità risulta nuovamente fiorente, e la regola rispettata.
Il 21 luglio 1789, allo scoppiare della Rivoluzione francese, l'abbazia fu presa d'assalto da orde di abitanti delle campagne desiderosi di distruggere i documenti comprovanti i possedimenti abbaziali. Nel saccheggio andò distrutta gran parte della ricca biblioteca e della collezione di sigilli. Negli anni seguenti l'abbazia fu disciolta e i monaci dispersi. Venduti come beni nazionalizzati, molti edifici del monastero sono oggi scomparsi, ad eccezione della chiesa, esempio superbo di architettura gotica, del chiostro e del palazzo abbaziale, che fino alla legge sulle associazioni (1901) e alla legge sulla separazione tra Stato e Chiesa (1905) servì da seminario per l'arcidiocesi di Besançon.
La chiesa conserva un pregevole organo monumentale.

## Cronotassi degli abati
- 590-610: san Colombano
- 610-625: sant'Eustasio
- 625-665/670: san Valdeberto[11].
- 6??-6??: Vindologe
- 6??-6??: Bertoald
- 6??-682: sant’Ingofredo[12]
- 682-6??: Cunctan
- 6??-6??: Rustique
- 6??-700: Sayfroce
- 700-7??: beato Adone
- 7??-7??: Arulfe
- 7??-7??: Rendin
- 7??-7??: Regnebert
- 7??-7??: Gérard I
- 7??-7??: Ratton
- 7??-730: Villicran
- 730-731: san Mellin
- 731-746: Vacante
- 746-7??: Frudoald
- 7??-7??: Gaylembe
- 7??-764: Ayribrand
- 764-7??: Boson
- 7??-785: Grimoald
- 785-786: André I
- 786-7??: Docton
- 7??-8??: Silierne
- 8??-817: Dadin
- 817-820: sant'Ansegiso di Fontenelle
- 820-834?: Drogone di Metz
- 834-855: Fulberto
- 856-888: san Giberto (martire)
- 888-948: Eudes I
- 948-983: Guy I
- 983-1018: Aalongue
- 1018-10??: Milon
- 10??-1049: Guillaume Ier
- 1049-10??: Gérard II
- 10??-10??: Roger
- 10??-10??: Robert
- 10??-10??: Guy II
- 1090-1023: Thibaud I
- 1123-1136: Hugues I
- 1136-1139: Josserand
- 1139-1147: Etienne I
- 1147-1160: Gérard III

- 1160-1165: Pierre I
- 1165-1178: Sifroy
- 1178-1186: Bouchard
- 1186-1189: Gérard IV
- 1189-1201: Olivier d'Abbans
- 1201-1204: Frédéric
- 1204-1209: Hervé
- 1209-1219: Hugues II
- 1219-1234: Simon
- 1234-1265: Thibaud II
- 1265-12??: Régnier
- 12??-1271: Hugues III
- 1271-1287: Charles I
- 1287-1308: Thibaud III de Faucogney
- 1308-1314: Etienne II
- 1314-1319: Vacante
- 1319-1345: Eudes II de Châtillon
- 1345-1351: Fromond de Corcondray
- 1351-1363: Guillaume II de Saint-Germain
- 1364-1382: Aymon de Mollans
- 1382-1416: Guillaume III de Bussul
- 1416-1416: Pierre II de Lugney
- 1416-1424: Etienne III Pierrecy de L'Isle
- 1424-1427: Guy III Pierrecy de L'Isle
- 1427-1431: Jean Ier d'Ungelles
- 1431-1449: Guy IV Briffaut
- 1449-1468: Jean II Jouffroy
- 1468-1495: Antoine I de Neuchâtel
- 1495-1533: Jean III de La Palud de Varambon
- 1534-1541: François I de La Palud de Varambon
- 1542-1560: François II Bonvalot
- 1560-1586: Antoine Perrenot de Granvelle
- 1587-1600: Ludovico Madruzzo
- 1600-1601: Andrea d'Austria
- 1601-1622: Antoine III de La Baume
- 1622-1631: Philippe de La Baume
- 1633-1642: Jérôme Coquelin
- 1642-1671: Jean-Baptiste Ier Clerc
- 1671-1671: Claude-Paul de Bauffremont
- 1671-1671: Emmanuel Privey
- 1671-1680: Jean-Baptiste II Joseph-Hyacinthe de Bauffremont
- 1680-1733: Charles II Emmanuel de Bauffremont
- 1733-1741: Vacante
- 1741-1743: René de Rohan-Soubise
- 1743-1790: Jean IV Louis-Aynard de Clermont-Tonnerre